# Invasione slovacca della Polonia

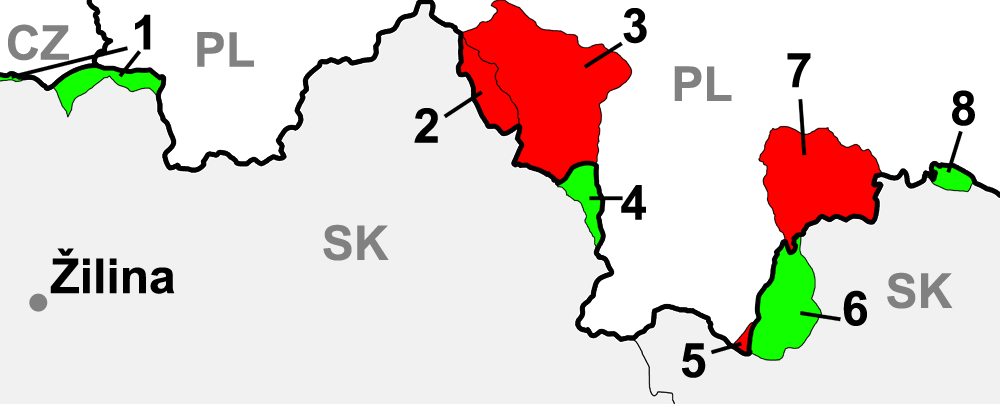
Territori disputati al confine fra Slovacchia e Polonia. Le zone in rosso nel 1920 furono assegnate alla Polonia, quelle verdi alla Cecoslovacchia.

L'Invasione slovacca della Polonia ebbe luogo durante la Campagna di Polonia condotta dalla Germania nazista nel settembre del 1939. La Repubblica slovacca si unì all'attacco, e l'armata Bernolák schierò oltre 50 000 soldati in tre divisioni di fanteria. Poiché il grosso delle forze polacche era impegnato negli scontri con la Wehrmacht molto più a nord, l'invasione slovacca incontrò una debole resistenza ed ebbe perdite minime.

## Premesse
Il 14 marzo 1939 lo Stato slovacco, satellite della Germania, diede inizio alla separazione della Cecoslovacchia. Ancora prima, il 2 novembre 1938, un'ampia fascia del territorio slovacco meridionale, abitata per lo più da ungheresi era stata occupata dall'esercito ungherese in conseguenza del Primo arbitrato di Vienna. Nel marzo del 1939 una breve guerra aveva opposto Slovacchia e Ungheria: quest'ultima era stata vincitrice e aveva annesso una piccola area al confine orientale.
Il pretesto politico ufficiale per la partecipazione slovacca alla Campagna di Polonia fu il disaccordo su una piccola zona di confine. La Polonia se ne era impadronita il 1º dicembre 1938, dopo il Patto di Monaco. Inoltre alcuni politici polacchi avevano sostenuto i tentativi ungheresi di annettere i territori abitati da magiarofoni.
Durante trattative segrete con la Germania condotte il 20 e il 21 luglio 1939, il governo slovacco accettò di partecipare alla campagna contro la Polonia e acconsentì al transito delle truppe tedesche nel territorio nazionale. I 26 agosto la Slovacchia mobilitò l'esercito e istituì la nuova armata Bernolák, forte di 51 306 unità. Inoltre, furono richiamati 160 000 riservisti, di cui 115 000 presero servizio prima del 20 settembre 1939.

## Ordine di battaglia
L'armata "Bernolák" era comandata dal ministro della Difesa slovacco Ferdinand Čatloš e aveva il suo comando a Spišská Nová Ves, da cui l'8 settembre fu trasferito a Solivar, vicino a Prešov. Consisteva della:
- 1ª divisione di fanteria "Jánošík" comandata da Anton Pulanich nel settore Spišská Nová Ves – Prešov.
- 2ª divisione di fanteria "Škultéty" comandata da Alexander Čunderlík nel settore Brezno – Poprad.
- 3ª divisione di fanteria "Rázus" comandata da Augustín Malár nel settore orientale degli Alti Tatra.
- L'unità motorizzata "Kalinčiak" fu creata il 5 settembre, ma l'invasione terminò prima che potesse raggiungere il fronte.

L'armata era parte del Heeresgruppe Süd tedesco ed era subordinato alla 14ª Armata comandata da Wilhelm List.
I polacchi reagirono con l'Armata dei Carpazi (Armia Karpaty), che consisteva per lo più di unità di fanteria con il supporto di artiglieria leggera e senza mezzi corazzati.

## Invasione
L'attacco fu sferrato senza una formale dichiarazione di guerra il 1º settembre 1939, alle 5:00. La 1ª divisione occupò il villaggio di Javorina e la cittadina di Zakopane, quindi continuò ad avanzare verso Nowy Targ, proteggendo la 2ª divisione di fanteria da montagna tedesca dal fianco sinistro. Il 4-5 settembre attaccò battaglia con unità dell'esercito polacco. Il 7 settembre terminò di avanzare, dopo essere penetrata per 30 km nel territorio polacco. In seguito, la divisione fu richiamata indietro, lasciando un battaglione fino al 29 settembre per occupare Zakopane, Jurgów e Javorina.
La 2ª divisione fu tenuta di riserva e partecipò solo a operazioni di rastrellamento, supportata dall'unità Kalinčiak. La 3ª divisione fu impiegata per difendere i 170 km di confine tra Stará Ľubovňa e il confine ungherese. Combatté solo in scontri limitati e dopo parecchi giorni entrò in territorio polacco, terminando la sua avanzata l'11 settembre.
Due o tre squadroni dell'Aviazione slovacca (nome in codice Ľalia) furono utilizzati per il pattugliamento, il bombardamento e il supporto alle unità tedesche. Due velivoli furono perduti (uno per il fuoco antiaereo, l'altro per un incidente fortuito) e un aereo polacco fu abbattuto. Le perdite totale da parte slovacca nell'invasione ammontarono a 37 morti, 11 dispersi e 114 feriti.

## Conseguenze
Tutte le unità slovacche furono richiamate alla fine di settembre. Il 5 ottobre una parata militare ebbe luogo a Poprad per festeggiare la vittoria. L'armata Bernolák fu demobilitata il 7 ottobre.
I prigionieri civili polacchi furono circa 1 350. Nel febbraio del 1940 1 200 di questi furono consegnati ai tedeschi e alcuni altri ai sovietici. Il resto rimase nel campo di prigionia slovacco di Lešť.
Tutti i territori disputati, sia quelli annessi dalla Polonia nel 1920 sia quelli annessi nel 1938, furono annessi alla Slovacchia, come fu sancito dal Parlamento slovacco il 22 dicembre 1939. Il confine rimase invariato fino al 20 maggio 1945, quando ritornò alla situazione del 1920. Poiché il conflitto era incominciato senza una formale dichiarazione di guerra e non vi erano più prigionieri polacchi in mano slovacca, non ci fu mai un trattato di pace tra i due belligeranti.

## Galleria d'immagini

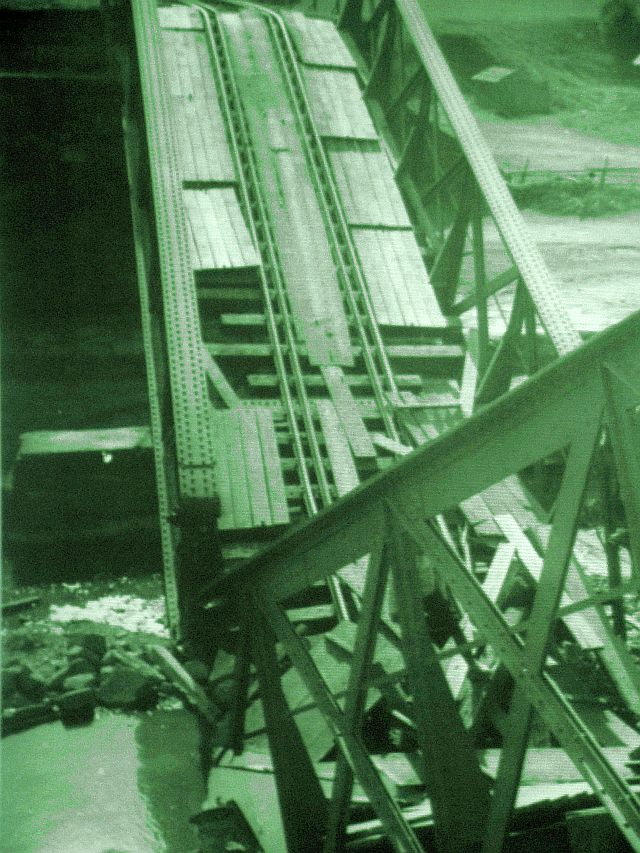
Komańcza, in Polonia, nel 1939
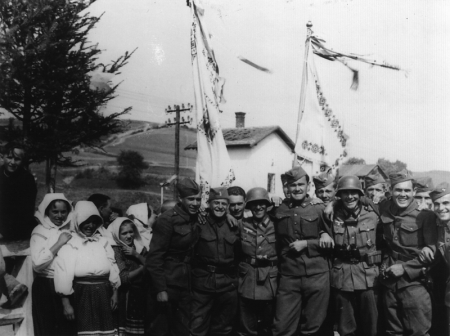
Soldati tedeschi e slovacchi posano in allegria con civili ucraini a Komańcza, nel 1939
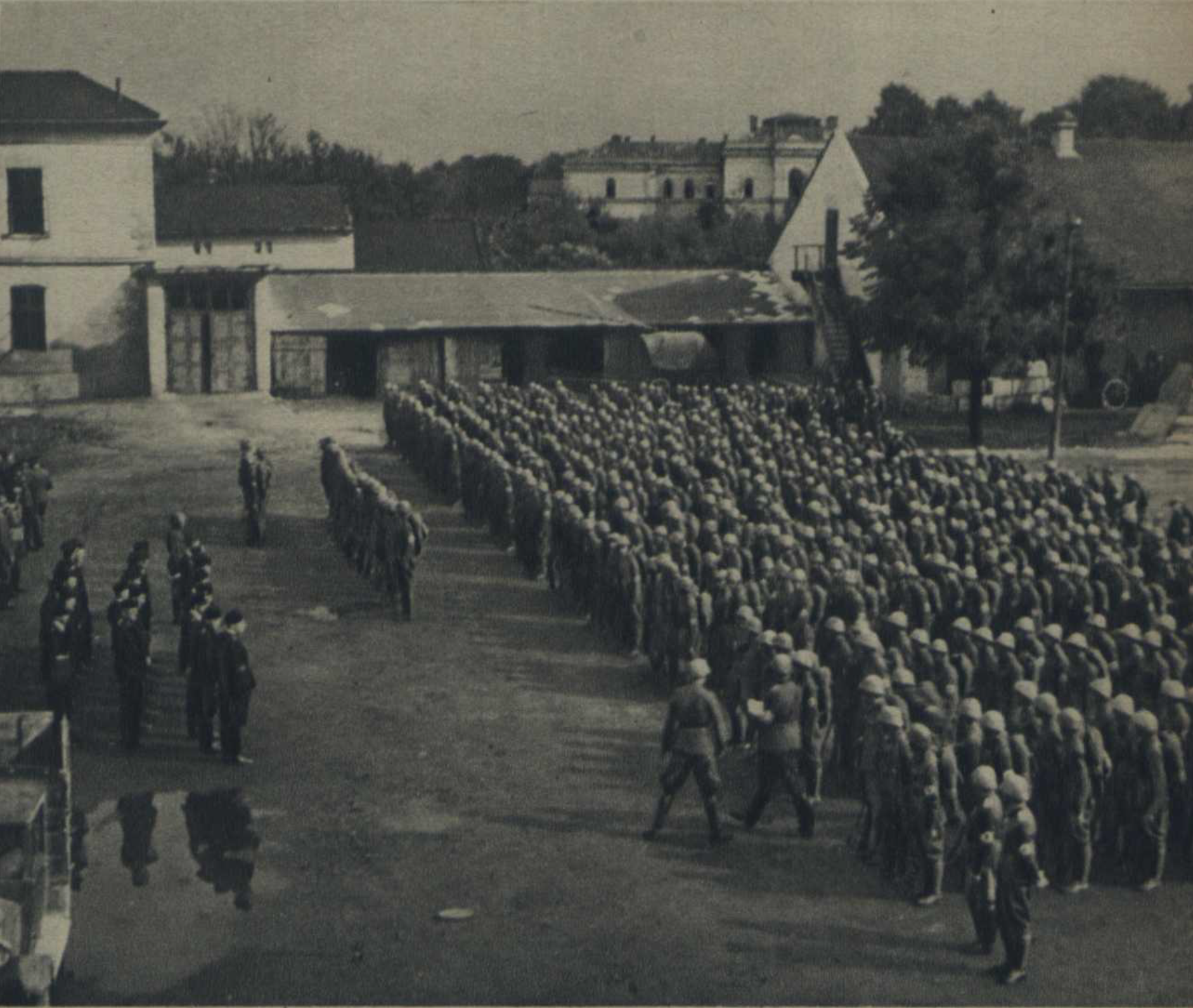
L'armata slovacca festeggia la vittoria
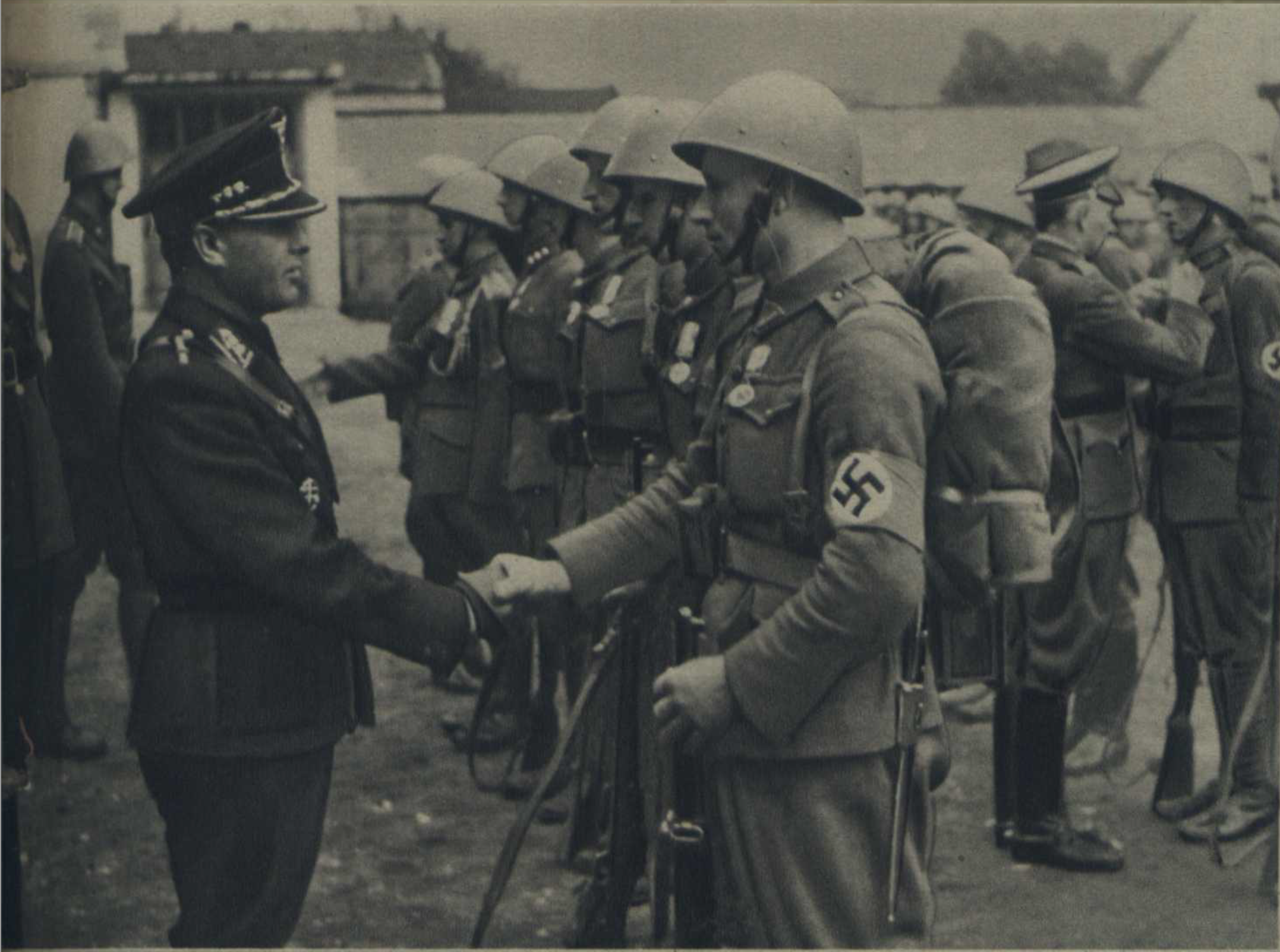
Alexander Mach si congratula con i soldati slovacchi decorati
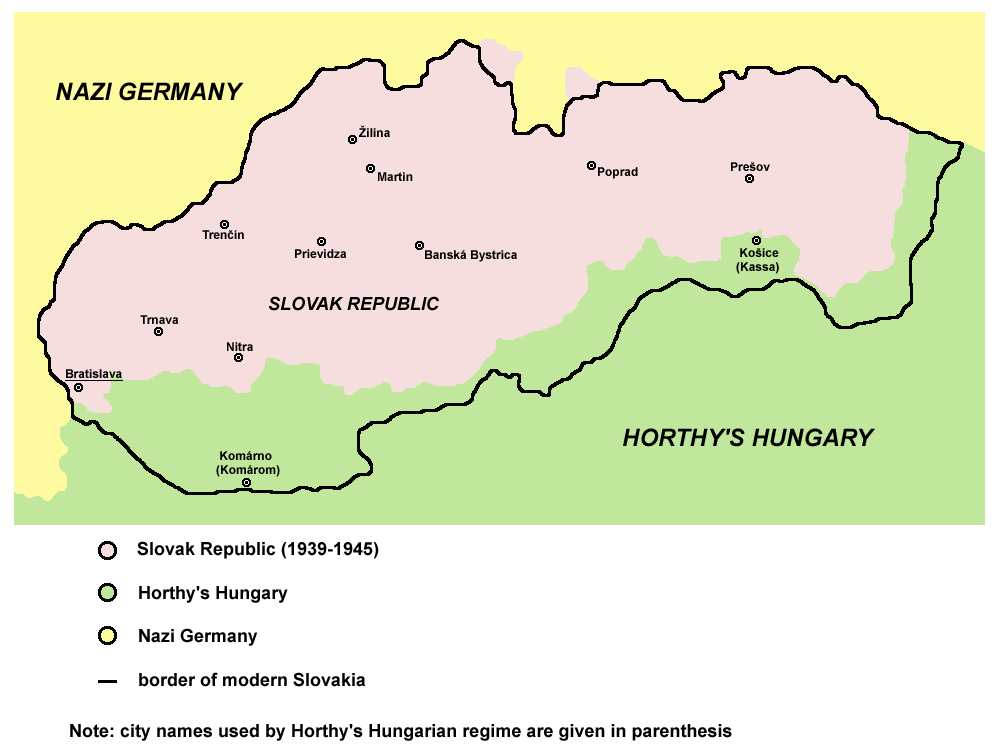
Lo Stato Slovacco dopo la Campagna